# 윈도우 11
윈도우 11(영어: Windows 11)은 마이크로소프트가 2021년 6월 24일에 발표한 윈도우 NT 운영 체제의 최신 주요 릴리스이다. 2015년에 출시한 윈도우 10의 후속 버전이다. 윈도우 11은 윈도우 업데이트를 통해 호환 윈도우 10 장치를 무료로 업그레이드하면 이용이 가능하다. 커널 버전은 NT 10.0이다.
마이크로소프트사 홈페이지에서 윈도우 11 ISO를 무료로 내려받아 설치 가능하다. 무료버전과 유료버전 차이가 개인 설정(Personalization) 정도이다. 그것도 합법적인 윈도우 10/11 설정 제한 해제 유틸리티도 있다. 여러 윈도우 버전을 리눅스에서 사용하려면 가상머신을 설치하여 가상머신 위에서 실행하면 안전하다.
윈도우 11에 마이크로소프트에서 발매를 취소했던 윈도우 10X에서 개선한 윈도우 셸의 주요 변경 사항을 적용했다. 여기에 새롭게 설계한 시작 메뉴와 작업 표시줄은 별도로 구성한 "위젯" 패널이고 "라이브 타일"을 교체해 적용했다. 게임을 월활하게 지원하는 작업 표시줄에서 최소로 만들기 및 복원하기를 지원하는 타일 세트를 만드는 기능도 있다. 호환 하드웨어의 자동 HDR 및 DirectStorage와 같은 엑스박스 시리즈 X/S에도 지원한다. 인터넷 익스플로러(IE)는 기본 웹 브라우저로 크롬 기반 마이크로소프트 엣지로 대체했다. 마이크로소프트 팀즈는 윈도우 셸에 통합했다. 마이크로소프트는 또한 마이크로소프트 스토어로써 배포하는 소프트웨어에 더 많은 유연성을 허용하고, 윈도우 11에서 안드로이드 앱을 지원할 계획이라고 발표했다.
윈도우 11에 대한 시스템 요구사항은 윈도우 10에 비해 증가하였다. 마이크로소프트는 공식적으로 8세대 인텔 코어 CPU 이상(일부 사소한 예외 포함), Zen+ 마이크로아키텍처 이상 기반 AMD 라이젠 CPU, 또는 UEFI 보안 부팅 및 신뢰할 수 있는 플랫폼 모듈(PM0)을 지원하는 퀄컴 스냅드래곤 850 ARM 시스템 온 칩 이상을 사용하는 장치에서만 운영 체제를 지원한다. 마이크로소프트는 OEM에 대한 TPM 2.0 요구 사항 적용을 요구하지 않기도 한다. OS는 지원하지 않는 프로세서에 설치해도 되지만 이 경우에 마이크로소프트는 업데이트 결과에 책임지지 않는다. 윈도우 11은 오래된 기술을 제외하였다. BIOS 펌웨어를 사용하는 32비트 x86 CPU와 장치에 지원을 중단했다.
윈도우 11은 신규 하드웨어 요구 사항에 운영 체제의 사전 릴리스 적용 범위를 정한다. 하지만 이 범위가 윈도우 보안 개선인지, 사용자에게 새로운 장치를 판매하려는 책략인지 구분하기 어렵다. 변경 사항과 관련해 단지 오래된 기술을 지원한다고 폐기하는 전자 제품과 부품으로 생기는 환경 문제의 책임을 적용 가능성에 논의가 일었다. 윈도우 11은 향상된 시각 디자인, 윈도우 관리, 보안에 강력한 기술을 적용하여 산업계에서 긍정적인 평가를 받았고, 사용자 인터페이스 역행과 수정은 부정적 평가를 받았다.

## 개요
마이크로소프트 수명주기 페이지에 따르면, 기존까지 윈도우 10의 특정 버전에 지원 종료 기간만 명시했었다. 마이크로소프트는 공식적으로 윈도우 10 전체 제품군 지원을 종료하는 기한을 2025년 10월 14일로 알렸다. 2021년 6월 16일, 톰 워렌(Tom Warren)에 의해서 윈도우 11의 개발자 프리뷰버전이 유출되었다. 미국 동부 표준시(ET) 기준 2021년 6월 24일에 최초로 공개했다. 윈도우 11에서 안드로이드 앱을 지원하지만, 대한민국 버전에서는 지원하지 않는다. 미국은 2022년 1분기, 프랑스, 영국, 이탈리아, 독일, 일본은 2022년 4분기에 출시를 했다. 윈도우 11은 2021년 10월 5일에 정식 출시하였다.

## 개발
2015년 이그나이트 컨퍼런스에서 마이크로소프트 직원 제리 닉슨은 윈도우 10이 "마지막 버전의 윈도우"이라고 말했는데, 이는 마이크로소프트가 그간의 개발 배경과 기술 견해를 "반성"하는 과정이라고 한다. 윈도우10까지 운영 체제는 시간이 지나며 새롭게 빌드 및 업데이트를 제공하는 제품으로 였겼다. 그러나 2021년 1월 마이크로소프트가 "윈도우의 시각적 회춘"을 언급하는 직업 목록을 게시하였다. 관계자들은 새로운 버전 또는 윈도우를 재설계하였다고 의심하였다. 코드명 "Sun Valley"로 개발한 윈도우용 시각적 업데이트를 윈도우 11 시스템에서 사용자 인터페이스를 재설계하였다고 지적했다.

### 발표
마이크로소프트 빌드 2021 개발자 컨퍼런스에서 CEO이자 회장인 사티아 나델라는 기조연설에서 차세대 윈도우 존재에 대해 놀렸다. 나델라에 따르면, 그는 몇 달 동안 그것을 직접 주최해 왔다고 한다. 그는 또한 곧 공식 발표가 있을 것이라고 놀렸다. 나델라의 기조 발표 일주일 후, 마이크로소프트는 2021년 6월 24일 ET 오전 11시에 전용 윈도우 미디어 이벤트에 대한 초대장을 보내기 시작했다. 마이크로소프트는 또한 2021년 6월 10일 11분 분량의 윈도우 시동 사운드 비디오를 유튜브에 올렸는데, 많은 사람들은 마이크로소프트 이벤트 시간과 윈도우 시동 사운드 비디오가 윈도우 11이라는 운영 체제의 이름을 지칭하는 것으로 추측하고 있다.
2021년 6월 24일, 윈도우 11은 최고 제품 책임자 파노스 파네이가 주최한 가상 행사에서 공식적으로 발표되었다. 나델라에 따르면 윈도우 11은 "운영체제의 재상상"이다. 마이크로소프트 스토어 업데이트, 새로운 윈도우 앱 SDK(코드명 "프로젝트 재결합", 새로운 플루언트 디자인 지침 등 개발자를 위한 자세한 내용은 같은 날 열린 또 다른 개발자 중심의 행사에서 논의되었다.

### 출시 및 버전
유출된 윈도우 11 데스크톱의 베타 빌드의 이미지는 2021년 6월 15일 온라인에 나타났고, 그 후 앞서 언급한 빌드가 같은 날에 유출되었다. 스크린샷과 유출된 빌드는 OOBE(Out-Of-Box Experience) 및 윈도우 11 브랜드와 함께 취소된 윈도우 10X와 유사한 인터페이스를 보여준다. 마이크로소프트는 나중에 유출된 베타의 진위를 확인하였다.
6월 24일 미디어 행사에서 마이크로소프트는 또한 윈도우 11이 정확한 날짜가 정해지지 않은 2021년에 출시될 것이라고 발표했다. 이 릴리스는 윈도우 업데이트를 통해 호환되는 윈도우 10 장치에 대한 무료 업그레이드와 함께 제공되고 있다. 6월 28일, 마이크로소프트는 윈도우 11의 첫 프리뷰 빌드와 SDK의 출시를 윈도우 인사이더에 발표했다.
2021년 8월 31일 마이크로소프트는 윈도우 11이 2021년 10월 5일에 출시될 것이라고 발표했다. 릴리스는 단계별로 진행되며, 새로운 적격 장치가 먼저 업그레이드된다. 마이크로소프트는 롤아웃이 2022년 중반까지 완료될 것으로 예상하고 있다. 이전 윈도우 10이 2015년 7월 29일에 출시된 이후, 이것은 윈도우 XP (2001년 10월 25일 출시)와 윈도우 비스타 (2007년 1월 30일 출시) 사이의 시간을 능가하면서 마이크로소프트 윈도우 운영 체제의 연속 릴리스 사이의 가장 긴 기간이다.
마이크로소프트는 2021년 10월 5일에 윈도우 11을 정식 출시하였다.
|  | 지원 종료 | 지원 중인 공식 출시 버전 | 최신 공식 출시 버전 | 지원 중인 인사이더 프로그 버전 | 최신 인사이더 프로그램 버전 |

| 윈도우 11 [21H2] 버전 목록 | 윈도우 11 [21H2] 버전 목록        | 윈도우 11 [21H2] 버전 목록 |
| 버전                       | 출시 날짜                         | 특징                       |
| -------------------------- | --------------------------------- | -------------------------- |
| 10.0.22000.194             | 빠른 미리 보기 : 2021년 9월 17일  | - 21H2 첫번째 빌드         |
| 10.0.22000.258             | 빠른 미리 보기 : 2021년 10월 12일 |                            |
| 10.0.22000.282             | 빠른 미리 보기 : 2021년 10월 16일 |                            |
| 10.0.22000.318             | 빠른 미리 보기 : 2021년 11월 10일 |                            |
| 10.0.22000.346             | 빠른 미리 보기 : 2021년 11월 13일 |                            |
| 10.0.22000.348             | 빠른 미리 보기 : 2021년 11월 20일 |                            |
| 10.0.22000.376             | 빠른 미리 보기 : 2021년 12월 15일 |                            |
| 10.0.22000.434             | 빠른 미리 보기 : 2022년 1월 11일  |                            |
| 10.0.22000.466             | 빠른 미리 보기 : 2022년 1월 15일  |                            |
| 10.0.22000.493             | 빠른 미리 보기 : 2022년 2월 9일   |                            |
| 10.0.22000.527             | 빠른 미리 보기 : 2022년 2월 11일  |                            |
| 10.0.22000.556             | 빠른 미리 보기 : 2022년 3월 9일   |                            |
| 10.0.22000.588             | 빠른 미리 보기 : 2022년 3월 16일  |                            |
| 10.0.22000.593             | 빠른 미리 보기 : 2022년 3월 28일  |                            |
| 10.0.22000.613             | 빠른 미리 보기 : 2022년 4월 13일  |                            |
| 10.0.22000.651             | 빠른 미리 보기 : 2022년 4월 15일  |                            |
| 10.0.22000.652             | 빠른 미리 보기 : 2022년 4월 26일  |                            |
| 10.0.22000.675             | 빠른 미리 보기 : 2022년 5월 12일  |                            |
| 10.0.22000.706             | 빠른 미리 보기 : 2022년 5월 20일  |                            |
| 10.0.22000.708             | 빠른 미리 보기 : 2022년 5월 25일  |                            |
| 10.0.22000.739             | 빠른 미리 보기 : 2022년 6월 15일  |                            |
| 10.0.22000.776             | 빠른 미리 보기 : 2022년 6월 17일  |                            |
| 10.0.22000.795             | 빠른 미리 보기 : 2022년 7월 13일  |                            |
| 10.0.22000.829             | 빠른 미리 보기 : 2022년 7월 15일  |                            |
| 10.0.22000.832             | 빠른 미리 보기 : 2022년 7월 23일  |                            |
| 10.0.22000.856             | 빠른 미리 보기 : 2022년 8월 10일  |                            |
| 10.0.22000.917             | 빠른 미리 보기 : 2022년 8월 17일  |                            |
| 10.0.22000.918             | 빠른 미리 보기 : 2022년 8월 26일  |                            |
| 10.0.22000.978             | 빠른 미리 보기 : 2022년 9월 14일  |                            |
| 10.0.22000.1041            | 빠른 미리 보기 : 2022년 9월 16일  |                            |
| 10.0.22000.1042            | 빠른 미리 보기 : 2022년 9월 21일  |                            |
| 10.0.22000.1098            | 빠른 미리 보기 : 2022년 10월 12일 |                            |
| 10.0.22000.1100            | 빠른 미리 보기 : 2022년 10월 18일 |                            |
| 10.0.22000.1163            | 빠른 미리 보기 : 2022년 10월 19일 |                            |
| 10.0.22000.1165            | 빠른 미리 보기 : 2022년 10월 26일 |                            |
| 10.0.22000.1219            | 빠른 미리 보기 : 2022년 11월 9일  |                            |
| 10.0.22000.1279            | 빠른 미리 보기 : 2022년 11월 11일 |                            |
| 10.0.22000.1281            | 빠른 미리 보기 : 2022년 11월 16일 |                            |
| 10.0.22000.1335            | 빠른 미리 보기 : 2022년 12월 15일 |                            |
| 10.0.22000.1455            | 빠른 미리 보기 : 2023년 1월 11일  |                            |
| 10.0.22000.1515            | 빠른 미리 보기 : 2023년 1월 18일  |                            |
| 10.0.22000.1516            | 빠른 미리 보기 : 2023년 1월 20일  |                            |
| 10.0.22000.1574            | 빠른 미리 보기 : 2023년 2월 15일  |                            |
| 10.0.22000.1639            | 빠른 미리 보기 : 2023년 2월 17일  |                            |
| 10.0.22000.1641            | 빠른 미리 보기 : 2023년 2월 22일  |                            |
| 10.0.22000.1696            | 빠른 미리 보기 : 2023년 3월 15일  |                            |
| 10.0.22000.1757            | 빠른 미리 보기 : 2023년 3월 17일  |                            |
| 10.0.22000.1761            | 빠른 미리 보기 : 2023년 3월 29일  |                            |
| 10.0.22000.1817            | 빠른 미리 보기 : 2023년 4월 12일  |                            |
| 10.0.22000.1879            | 빠른 미리 보기 : 2023년 4월 14일  |                            |
| 10.0.22000.1880            | 빠른 미리 보기 : 2023년 4월 26일  |                            |
| 10.0.22000.1936            | 빠른 미리 보기 : 2023년 5월 10일  |                            |
| 10.0.22000.2001            | 빠른 미리 보기 : 2023년 5월 12일  |                            |
| 10.0.22000.2003            | 빠른 미리 보기 : 2023년 5월 25일  |                            |
| 10.0.22000.2057            | 빠른 미리 보기 : 2023년 6월 14일  |                            |
| 10.0.22000.2121            | 빠른 미리 보기 : 2023년 6월 16일  |                            |
| 10.0.22000.2124            | 빠른 미리 보기 : 2023년 6월 29일  |                            |
| 10.0.22000.2176            | 빠른 미리 보기 : 2023년 7월 12일  |                            |
| 10.0.22000.2243            | 빠른 미리 보기 : 2023년 7월 14일  |                            |
| 10.0.22000.2245            | 빠른 미리 보기 : 2023년 7월 26일  |                            |
| 10.0.22000.2295            | 빠른 미리 보기 : 2023년 7월 26일  |                            |
| 10.0.22000.2359            | 빠른 미리 보기 : 2023년 8월 11일  |                            |
| 10.0.22000.2360            | 빠른 미리 보기 : 2023년 8월 23일  |                            |
| 10.0.22000.2416            | 빠른 미리 보기 : 2023년 9월 13일  |                            |
| 10.0.22000.2479            | 빠른 미리 보기 : 2023년 9월 15일  |                            |
| 10.0.22000.2482            | 빠른 미리 보기 : 2023년 9월 27일  | - 21H2 최신 버전           |

| 윈도우 11 [22H2] 버전 목록 | 윈도우 11 [22H2] 버전 목록        | 윈도우 11 [22H2] 버전 목록                           |
| 버전                       | 출시 날짜                         | 특징                                                 |
| -------------------------- | --------------------------------- | ---------------------------------------------------- |
| 10.0.22621.382             | 빠른 미리 보기 : 2022년 8월 10일  | - 22H2 정식 출시(공식 홈페이지에서 다운로드 할 경우) |
| 10.0.22621.457             | 빠른 미리 보기 : 2022년 8월 24일  |                                                      |
| 10.0.22621.521             | 빠른 미리 보기 : 2022년 9월 14일  | - 22H2 정식 출시(윈도우 업데이트를 할 경우)          |
| 10.0.22621.525             | 빠른 미리 보기 : 2022년 9월 28일  |                                                      |
| 10.0.22621.607             | 빠른 미리 보기 : 2022년 9월 23일  |                                                      |
| 10.0.22621.608             | 빠른 미리 보기 : 2022년 10월 1일  |                                                      |
| 10.0.22621.674             | 빠른 미리 보기 : 2022년 10월 12일 |                                                      |
| 10.0.22621.675             | 빠른 미리 보기 : 2022년 10월 12일 | - Moment 1 업데이트                                  |
| 10.0.22621.754             | 빠른 미리 보기 : 2022년 10월 20일 |                                                      |
| 10.0.22621.755             | 빠른 미리 보기 : 2022년 10월 26일 |                                                      |
| 10.0.22621.819             | 빠른 미리 보기 : 2022년 11월 9일  |                                                      |
| 10.0.22621.898             | 빠른 미리 보기 : 2022년 11월 18일 |                                                      |
| 10.0.22621.900             | 빠른 미리 보기 : 2022년 11월 30일 |                                                      |
| 10.0.22621.963             | 빠른 미리 보기 : 2022년 12월 14일 |                                                      |
| 10.0.22621.1105            | 빠른 미리 보기 : 2023년 1월 11일  |                                                      |
| 10.0.22621.1192            | 빠른 미리 보기 : 2023년 1월 18일  |                                                      |
| 10.0.22621.1194            | 빠른 미리 보기 : 2023년 1월 27일  |                                                      |
| 10.0.22621.1265            | 빠른 미리 보기 : 2023년 2월 15일  |                                                      |
| 10.0.22621.1343            | 빠른 미리 보기 : 2023년 2월 22일  |                                                      |
| 10.0.22621.1344            | 빠른 미리 보기 : 2023년 3월 1일   | - Moment 2 업데이트                                  |
| 10.0.22621.1413            | 빠른 미리 보기 : 2023년 3월 15일  |                                                      |
| 10.0.22621.1483            | 빠른 미리 보기 : 2023년 3월 22일  |                                                      |
| 10.0.22621.1485            | 빠른 미리 보기 : 2023년 3월 29일  |                                                      |
| 10.0.22621.1555            | 빠른 미리 보기 : 2023년 4월 12일  |                                                      |
| 10.0.22621.1631            | 빠른 미리 보기 : 2023년 4월 14일  |                                                      |
| 10.0.22621.1635            | 빠른 미리 보기 : 2023년 4월 26일  |                                                      |
| 10.0.22621.1702            | 빠른 미리 보기 : 2023년 5월 10일  |                                                      |
| 10.0.22621.1776            | 빠른 미리 보기 : 2023년 5월 12일  |                                                      |
| 10.0.22621.1778            | 빠른 미리 보기 : 2023년 5월 25일  | - Moment 3 업데이트                                  |
| 10.0.22621.1848            | 빠른 미리 보기 : 2023년 6월 14일  |                                                      |
| 10.0.22621.1926            | 빠른 미리 보기 : 2023년 6월 21일  |                                                      |
| 10.0.22621.1928            | 빠른 미리 보기 : 2023년 6월 28일  |                                                      |
| 10.0.22621.1992            | 빠른 미리 보기 : 2023년 7월 12일  |                                                      |
| 10.0.22621.2066            | 빠른 미리 보기 : 2023년 7월 14일  |                                                      |
| 10.0.22621.2070            | 빠른 미리 보기 : 2023년 7월 27일  |                                                      |
| 10.0.22621.2134            | 빠른 미리 보기 : 2023년 7월 27일  |                                                      |
| 10.0.22621.2213            | 빠른 미리 보기 : 2023년 8월 11일  |                                                      |
| 10.0.22621.2215            | 빠른 미리 보기 : 2023년 8월 23일  |                                                      |
| 10.0.22621.2283            | 빠른 미리 보기 : 2023년 9월 13일  |                                                      |
| 10.0.22621.2338            | 빠른 미리 보기 : 2023년 9월 13일  |                                                      |
| 10.0.22621.2359            | 빠른 미리 보기 : 2023년 9월 15일  |                                                      |
| 10.0.22621.2361            | 빠른 미리 보기 : 2023년 9월 27일  | - Moment 4 업데이트                                  |
| 10.0.22621.2428            | 빠른 미리 보기 : 2023년 10월 11일 |                                                      |
| 10.0.22621.2500            | 빠른 미리 보기 : 2023년 10월 13일 | - 22H2 릴리스 미리보기 버전                          |
| 10.0.22621.2506            | 빠른 미리 보기 : 2023년 10월 27일 | - 22H2 최신 버전                                     |
| 10.0.22622.290             | 빠른 미리 보기 : 2022년 7월 6일   |                                                      |
| 10.0.22622.436             | 빠른 미리 보기 : 2022년 7월 20일  |                                                      |
| 10.0.22622.440             | 빠른 미리 보기 : 2022년 7월 29일  |                                                      |
| 10.0.22622.450             | 빠른 미리 보기 : 2022년 8월 3일   |                                                      |
| 10.0.22622.575             | 빠른 미리 보기 : 2022년 8월 11일  |                                                      |
| 10.0.22622.586             | 빠른 미리 보기 : 2022년 8월 25일  |                                                      |
| 10.0.22622.590             | 빠른 미리 보기 : 2022년 9월 2일   |                                                      |
| 10.0.22622.598             | 빠른 미리 보기 : 2022년 9월 13일  |                                                      |
| 10.0.22622.601             | 빠른 미리 보기 : 2022년 9월 22일  |                                                      |
| 10.0.22623.730             | 빠른 미리 보기 : 2022년 9월 30일  |                                                      |
| 10.0.22623.741             | 빠른 미리 보기 : 2022년 10월 11일 |                                                      |
| 10.0.22623.746             | 빠른 미리 보기 : 2022년 10월 14일 |                                                      |
| 10.0.22623.870             | 빠른 미리 보기 : 2022년 10월 21일 |                                                      |
| 10.0.22623.875             | 빠른 미리 보기 : 2022년 10월 28일 |                                                      |
| 10.0.22623.885             | 빠른 미리 보기 : 2022년 11월 8일  |                                                      |
| 10.0.22623.891             | 빠른 미리 보기 : 2022년 11월 11일 |                                                      |
| 10.0.22623.1028            | 빠른 미리 보기 : 2022년 12월 7일  |                                                      |
| 10.0.22623.1037            | 빠른 미리 보기 : 2022년 12월 16일 |                                                      |
| 10.0.22623.1095            | 빠른 미리 보기 : 2023년 1월 6일   |                                                      |
| 10.0.22623.1180            | 빠른 미리 보기 : 2023년 1월 20일  |                                                      |
| 10.0.22623.1245            | 빠른 미리 보기 : 2023년 1월 27일  |                                                      |
| 10.0.22623.1250            | 빠른 미리 보기 : 2023년 2월 3일   |                                                      |
| 10.0.22623.1255            | 빠른 미리 보기 : 2023년 2월 10일  |                                                      |
| 10.0.22623.1325            | 빠른 미리 보기 : 2023년 2월 17일  |                                                      |
| 10.0.22624.1391            | 빠른 미리 보기 : 2023년 3월 3일   |                                                      |
| 10.0.22624.1465            | 빠른 미리 보기 : 2023년 3월 17일  |                                                      |
| 10.0.22624.1470            | 빠른 미리 보기 : 2023년 3월 24일  |                                                      |
| 10.0.22624.1537            | 빠른 미리 보기 : 2023년 4월 1일   |                                                      |
| 10.0.22624.1546            | 빠른 미리 보기 : 2023년 4월 14일  |                                                      |
| 10.0.22624.1610            | 빠른 미리 보기 : 2023년 4월 21일  |                                                      |
| 10.0.22624.1680            | 빠른 미리 보기 : 2023년 4월 28일  |                                                      |
| 10.0.22624.1690            | 빠른 미리 보기 : 2023년 5월 5일   |                                                      |
| 10.0.22624.1755            | 빠른 미리 보기 : 2023년 5월 10일  |                                                      |
|                            |                                   |                                                      |

| 윈도우 11 [23H2] 버전 목록 | 윈도우 11 [23H2] 버전 목록        | 윈도우 11 [23H2] 버전 목록               |
| 버전                       | 출시 날짜                         | 특징                                     |
| -------------------------- | --------------------------------- | ---------------------------------------- |
| 10.0.22631.1825            | 빠른 미리 보기 : 2023년 5월 26일  |                                          |
| 10.0.22631.1830            | 빠른 미리 보기 : 2023년 6월 2일   |                                          |
| 10.0.22631.1835            | 빠른 미리 보기 : 2023년 6월 9일   |                                          |
| 10.0.22631.1900            | 빠른 미리 보기 : 2023년 6월 16일  |                                          |
| 10.0.22631.1906            | 빠른 미리 보기 : 2023년 6월 23일  |                                          |
| 10.0.22631.1972            | 빠른 미리 보기 : 2023년 6월 30일  |                                          |
| 10.0.22631.2048            | 빠른 미리 보기 : 2023년 7월 14일  |                                          |
| 10.0.22631.2050            | 빠른 미리 보기 : 2023년 7월 22일  |                                          |
| 10.0.22631.2115            | 빠른 미리 보기 : 2023년 7월 27일  |                                          |
| 10.0.22631.2129            | 빠른 미리 보기 : 2023년 8월 3일   |                                          |
| 10.0.22631.2191            | 빠른 미리 보기 : 2023년 8월 3일   |                                          |
| 10.0.22631.2199            | 빠른 미리 보기 : 2023년 8월 19일  |                                          |
| 10.0.22631.2338            | 빠른 미리 보기 : 2023년 9월 13일  |                                          |
| 10.0.22631.2419            | 빠른 미리 보기 : 2023년 10월 11일 |                                          |
| 10.0.22631.2483            | 빠른 미리 보기 : 2023년 10월 14일 |                                          |
| 10.0.22631.2486            | 빠른 미리 보기 : 2023년 10월 20일 | - 베타 버전                              |
| 10.0.22631.2361            | 빠른 미리 보기 : 2023년 9월 27일  | - 23H2 정식 출시 전 릴리스 미리보기 버전 |

## 기능
2015년 이후 최초의 주요 윈도우 릴리스인 윈도우 11은 마이크로소프트의 새로운 플루언트 디자인 지침을 따르도록 사용자 인터페이스를 개선함으로써 이전 버전을 기반으로 한다. 사용 편의성과 유연성에 초점을 맞춘 이 재설계는 새로운 생산성, 사회적 기능, 보안 및 접근성에 대한 업데이트와 함께 윈도우 10의 결점을 일부 해결했다.
앱 및 기타 콘텐츠를 위한 통합 스토어 역할을 하는 마이크로소프트 스토어도 윈도우 11에서 재설계되었다. 마이크로소프트는 이제 개발자들이 Win32, 진보적인 웹 애플리케이션 및 기타 패키지 기술을 범용 윈도우 플랫폼 앱과 함께 마이크로소프트 스토어에서 배포할 수 있도록 허용하고 있다. 마이크로소프트는 또한 타사 애플리케이션 스토어(예: 에픽게임즈 스토어)가 마이크로소프트 스토어에서 클라이언트를 배포하도록 허용할 계획을 발표했다.
협업 플랫폼 마이크로소프트 팀즈는 윈도우 11 사용자 인터페이스에 통합되어 있으며 작업 표시줄을 통해 액세스할 수 있다. 기본적으로 스카이프는 OS와 더 이상 번들로 제공되지 않는다.
마이크로소프트는 더 작은 업데이트 크기, "모든 브라우저"에서 더 빠른 웹 검색, 절전 모드에서 더 빠른 웨이크업 시간 및 더 빠른 윈도우 헬로 인증과 같은 성능 향상을 주장한다.
윈도우 11은 크롬미늄 기반 마이크로소프트 엣지 웹 브라우저와 함께 제공되며 인터넷 익스플로러를 포함하거나 지원하지 않는다. 이것은 인터넷 익스플로러와 함께 제공되지 않는 윈도우 95의 최초 소매 출시 이후 윈도우의 첫 번째 버전이다. Internet Explorer 11 렌더링 엔진 Trident는 이전 버전과의 호환성을 이유로 운영 체제에 포함되어 있는 반면 Edge는 "IE 모드"에서 화이트리스트 웹 사이트를 렌더링하도록 구성할 수 있다(Trident를 사용하여 Blink 레이아웃 엔진 대신).
엑스박스 시리즈 X와 시리즈 S에 의해 도입된 자동 HDR과 DirectStorage 기술과 함께 업데이트된 엑스박스 앱은 윈도우 11에 통합될 것이며, 윈도우 11은 DirectX 12와 NVMe 솔리드 스테이트 드라이브를 지원하는 그래픽 카드를 필요로 한다.

### 사용자 인터페이스

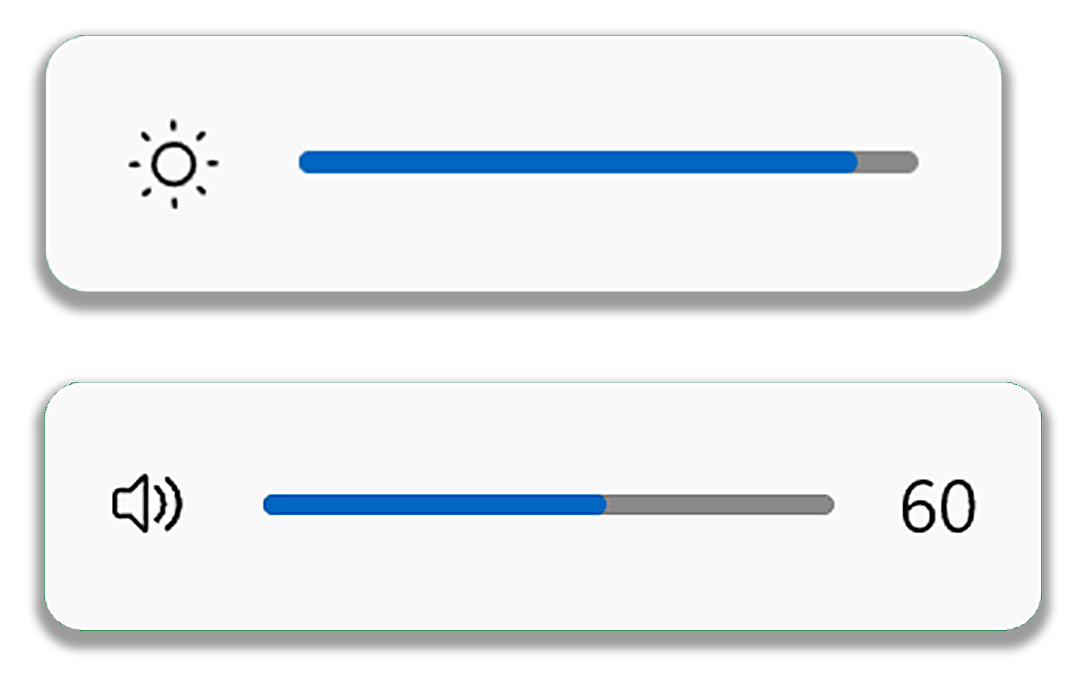
윈도우 11 버전 22H2 이상의 볼륨 및 밝기 제어를 위한 플라이아웃.

운영 체제 전반에 걸쳐 플루언트 디자인 시스템을 기반으로 재설계된 인터페이스가 존재하며, UI 전체에 투명성, 그림자, 새로운 색상 팔레트 및 둥근 형상이 널리 퍼져 있다. 이 디자인의 일반적인 측면은 "Mica"라고 알려진 외관인데, "앱이나 설정과 같은 장수 윈도우의 배경을 그리기 위해 테마와 데스크톱 배경화면을 통합한 불투명하고 역동적인 재료"로 묘사된다. 대부분의 인터페이스 및 시작 메뉴는 현재 취소된 윈도우 10X에서 많은 영향을 받는다. 윈도우 비스타 이후 사용된 Segoe UI 글꼴이 가변 버전으로 업데이트되어 디스플레이 해상도 간 확장 기능이 향상되었다.
작업 표시줄 단추는 기본적으로 가운데 정렬되어 있으며 화면 아래쪽 가장자리에 영구적으로 고정되어 있으며 이전 버전의 윈도우에서처럼 화면의 위쪽, 왼쪽 또는 오른쪽 가장자리로 이동할 수 없다. 이제 알림 사이드바는 날짜 및 시간을 클릭하여 액세스할 수 있으며 볼륨, 밝기 및 미디어 재생 컨트롤은 물론 시스템 트레이를 클릭하여 표시되는 새 설정 팝업으로 이동한다. 작업 표시줄의 "위젯" 버튼에는 개인화된 스토리와 콘텐츠를 제공하는 뉴스 집계기인 마이크로소프트 시작(Microsoft Start)가 있는 패널이 표시된다(이후 윈도우 10 빌드에 소개된 "뉴스 및 관심" 패널로 확장됨). 마이크로소프트 팀즈도 작업 표시줄과 비슷하게 통합되며 최근 대화 목록을 보여주는 팝업 창이 표시된다.
시작 메뉴는 상당히 재설계되어 윈도우 8.x 및 10에서 사용하는 "실시간 타일"을 "고정된" 응용 프로그램 그리드 및 최신 응용 프로그램 및 문서 목록으로 대체했다. 파일 탐색기가 업데이트되어 리본 도구 모음을 기존 도구 모음으로 대체하고 상황에 맞는 메뉴(예: 복사 및 붙여넣기)를 메뉴 맨 위에 있는 도구 모음으로 이동하고 오버플로 메뉴 아래에 고급 작업을 숨기도록 다시 설계되었다.
윈도우 10에 도입된 기능인 작업 뷰는 디자인을 새로 고치고 각 가상 데스크톱에 별도의 배경화면을 제공하는 것을 지원한다. 윈도우 스냅 기능은 두 가지 추가 기능으로 향상되었다. 윈도우의 최대화 버튼 위를 맴돌면 여러 윈도우를 디스플레이로 타일링하기 위해 미리 결정된 "스냅 레이아웃"이 표시되며, 윈도우의 타일 배열을 최소화하여 작업 표시줄에서 "스냅 그룹"으로 복원할 수 있다. 다중 모니터 구성에서 디스플레이의 연결이 끊기면 해당 디스플레이에 있던 창이 자동으로 주 디스플레이로 이동되지 않고 최소화된다. 동일한 디스플레이를 다시 연결하면 창이 이전 위치로 복원된다.

### WSA[50]
2021년 10월 21일, 안드로이드용 윈도우 서브시스템(WSA)은 안드로이드 앱을 설치하고 실행할 수 있는 미국의 사용자를 위한 윈도우 11 베타 채널 빌드에 사용할 수 있게 되었다. 사용자는 안드로이드 애플리케이션 패키지(APK) 파일 형식을 사용하여 모든 소스를 통해 안드로이드 앱을 설치할 수 있다. 마이크로소프트 스토어용 아마존 앱스토어 클라이언트도 사용할 수 있다.
WSA는 인텔 브리지 런타임 컴파일러를 기반으로 한다. 인텔은 이 기술이 자체 CPU에 의존하지 않으며 다른 공급업체의 x86-64와 ARM CPU에서도 지원될 것이라고 밝혔다.

### 시스템 보안
최소 시스템 요구 사항의 일부로 윈도우 11은 신뢰할 수 있는 플랫폼 모듈 2.0 보안 보조 프로세서가 있는 장치에서만 실행된다. 마이크로소프트에 따르면 TPM 2.0 보조 프로세서는 펌웨어 및 하드웨어 공격으로부터 보호하기 위한 "중요한 구성 요소"이다. 또한 마이크로소프트는 이제 윈도우 11이 설치된 장치에 가상화 기반 보안(VBS), 하이퍼바이저 보호 코드 무결성(HVCI) 및 보안 부팅이 내장되어 기본적으로 사용하도록 요구하고 있다. 또한 운영 체제는 제로 데이 악용으로부터 보호하기 위해 지원되는 인텔 및 AMD 프로세서에 대한 하드웨어 적용 스택 보호 기능을 갖추고 있다.
이전 제품과 마찬가지로 윈도우 11은 윈도우 헬로를 통한 다단계 인증 및 생체 인증도 지원한다.

## 시스템 요구 사항[51]
| 종류                   | 사항                                                                                |
| ---------------------- | ----------------------------------------------------------------------------------- |
| 프로세서               | 64비트 프로세서 (x86-64 혹은 ARM64) 클럭 속도가 1GHz 이상이고 코어가 2개 이상       |
| RAM                    | 4GB 이상                                                                            |
| 저장 공간              | 64GB                                                                                |
| 시스템 펌웨어          | UEFI                                                                                |
| 보안                   | 보안 부팅                                                                           |
| 보안                   | TPM 2.0                                                                             |
| 그래픽 카드            | DirectX 12 혹은 WDDM 2.0                                                            |
| 디스플레이             | 고해상도(720p) 디스플레이, 컬러 채널당 8비트                                        |
| 인터넷 연결 및 MS 계정 | 윈도우 11 홈에서 초기 설정을 완료하려면 인터넷 연결 및 마이크로소프트 계정이 필요함 |

| 기능                                | 사항                                                                 |
| ----------------------------------- | -------------------------------------------------------------------- |
| 5G 지원                             | 5G 케이블 모뎀                                                       |
| 자동 HDR                            | HDR 케이블 모니터                                                    |
| 생체 인증 및 윈도우 헬로            | 지문 인식기 혹은 안면 인식 카메라                                    |
| 비트로커                            | USB 플래시 드라이브                                                  |
| Hyper-V                             | 2단계 주소 변환 (SLAT)                                               |
| 다이렉트 스토리지                   | NVMe Solid-state drive                                               |
| DirectX 12 얼티밋                   | 지원되는 게임 및 그래픽 카드와 함께 사용할 수 있음                   |
| 공간음                              | 하드웨어와 소프트웨어 지원                                           |
| 이중 인증                           | PIN, 생체 인증 또는 와이파이 또는 블루투스 기능이 있는 전화기를 사용 |
| 소리 녹음                           | 마이크                                                               |
| Wi-Fi 6E 지원                       | 새로운 WLAN IHV 하드웨어 및 드라이버, Wi-Fi 6E 지원 AP/라우터        |
| 윈도우 프로젝션                     | Wi-Fi Direct, WDDM 2.0을 지원하는 Wi-Fi 어댑터                       |
| 안드로이드 앱이 지원 및 기능을 제공 | 최소 8GB의 RAM(권장) 16GB 이상의 RAM(최적 기능)                      |

윈도우 11의 기본 시스템 요구 사항은 윈도우 10과 많이 다르다. 윈도우 11은 x86-64 또는 ARM64 프로세서를 사용하는 시스템과 같은 64비트 시스템만 지원한다.

### CPU
인텔 i3,5,7,9  7세대 시리즈/AMD RAZEN 1000 시리즈 이전에 출시한 프로세서는 공식으로 지원하지 않는다.
IA-32 프로세서는 더 이상 지원되지 않는다. 그러므로 윈도우 11은 32비트 프로세서와 16비트 소프트웨어를 지원하지 않는 최초의 소비자 버전이다.

### 저장기기
게임 등에서 CPU 및 RAM을 통하지 않고 GPU에서 바로 저장장치의 데이터를 읽을 수 있게 하는 DirectStorage를 사용하려면 NVMe SSD가 필요하다. 1 TB 용량과 PCIe 3.0 4레인 대역폭급의 인터페이스, 셰이더모델 6.5(DirectX 12.2 이상)을 최소한으로 요구했으나, 현재는 권장 사항이고, DirectStorage의 최소 요구 사항은 윈도우 11 출시 전에 윈도우 10 1909 빌드 및 단순 NVMe SSD와 셰이더 모델 6(DirectX 12)로 낮아졌다. 다만 윈도우 11에서 해당 권장 사양을 만족하면 스토리지 스택 최적화로써 윈도우 10에서보다 성능이 더 우수하다고 했으며[39], 해당 API는 게임 및 소프트웨어가 지원해야만 작동한다. 실질적으로는 SATA SSD에서도
최소 RAM 및 스토리지 요구사항도 증가했다. 이제 윈도우 11에는 최소 4GB의 RAM과 64GB의 저장공간이 필요하다. S 모드는 윈도우 11 홈 에디션에서만 지원된다. 호환성 목록에는 DCH 기반 드라이버가 포함된 장치에서만 사용되지만 Surface Studio 2에서 사용하는 7세대 프로세서인 Intel Core i7-7820HQ가 포함된다.
기존 BIOS는 더 이상 지원되지 않는다. 이제 보안 부팅이 가능한 UEFI 시스템과 TPM(Trusted Platform Module) 2.0 보안 보조 프로세서가 필요하다. 특히 TPM 요구 사항으로 인해 많은 마더보드에서 TPM을 지원하지 않거나 호환되는 TPM을 마더보드에 물리적으로 설치해야 하기 때문에 혼동이 발생한다. 또한 대부분의 최신 CPU에는 CPU 수준에서 구현된 TPM(AMD에서 이 "fTPM"이라고 함)과 이를 "플랫폼 신뢰 기술"[PTT]이라고 함)이 포함되어 있으며, 기본적으로 사용하지 않도록 설정되거나 컴퓨터의 UEFI 펌웨어에서 펌웨어 TPM을 자동으로 사용하도록 구성된 설정을 변경해야 한다.
정품 장비 제조업체는 마이크로소프트의 승인에 따라 TPM 2.0 보조 프로세서 없이 컴퓨터를 계속 출하할 수 있다. 지원되지 않는 프로세서가 있는 장치는 윈도우 11 설치 또는 실행을 차단하지 않지만 윈도우 업데이트에서 윈도우 10 업그레이드를 제공하지 않으므로 ISO 설치 미디어를 사용하여 새로 설치하거나 업그레이드해야 한다. 또한 사용자는 업데이트를 받을 자격이 없으며 지원되지 않는 구성에서 윈도우 11을 사용하여 발생한 손상은 제조업체의 보증이 적용되지 않는다는 내용의 화면 상의 고지 사항도 받아들여야 한다.

## 버전 역사
윈도우 11은 두 가지 주요 에디션으로 제공된다. 홈 에디션은 소비자용이며 프로 에디션에는 추가 네트워킹 및 보안 기능(예: 비트로커)과 도메인에 가입할 수 있는 기능이 포함되어 있다. 윈도우 11 홈은 기본적으로 마이크로소프트 스토어("S 모드")에서 가져온 확인된 소프트웨어로 제한될 수 있다. 처음 설정을 완료하려면 윈도우 11 홈에 인터넷 연결 및 마이크로소프트 계정이 필요하다.
윈도우 11 SE는 교육 시장에서 판매되는 보급형 장치 전용 에디션이자 윈도우 10 S의 후속 에디션으로 2021년 11월 9일에 발표되었다. 마이크로소프트 인튠(Microsoft Intune)을 통해 관리되도록 설계되었으며 세 개 이상의 응용 프로그램에 대한 레이아웃을 한 번에 포함하지 않는 스냅 레이아웃, 기본적으로 열려 있는 모든 응용 프로그램, 제거되는 위젯 및 C에서 확장을 허용하도록 구성된 마이크로소프트 엣지와 같은 교육자의 피드백에 따라 기능이 변경되었다. 크롬 웹 스토어(주로 크롬 OS에서 마이그레이션하는 사용자를 대상으로 한다. 마이크로소프트 Office for 마이크로소프트 365, 마인크래프트 에듀케이션 에디션 및 플립그리드(Flipgrid)와 같은 애플리케이션과 함께 번들로 제공되지만 원드라이브는 기본적으로 파일을 저장하는 데 사용된다. 윈도우 11 SE에는 마이크로소프트 스토어가 포함되어 있지 않는다. 타사 소프트웨어는 관리자가 프로비저닝하거나 설치한다.
윈도우 참가자 프로그램은 윈도우 11에서 이어지며, 사전 릴리스 빌드는 "Dev"(향후 기능 업데이트를 위한 기능을 테스트하는 데 사용되는 불안정한 빌드), "Beta"(다음 기능 업데이트를 위한 테스트 빌드, Dev 채널에 비해 상대적으로 안정적임), "릴리스 프리뷰"(Release Preview, 향후 기능 업데이트 최종 테스트를 위한 릴리스 빌드)로 구분된다.
| 21H2                                                                        | 빈칸          | 22000 | 2021년 10월 4일 | 2023년 10월 10일 | 2024년 10월 8일  |
| 22H2                                                                        | 2022 업데이트 | 22621 | 2022년 9월 21일 | 2024년 10월 14일 | 2025년 10월 14일 |
| 23H2                                                                        | 2023 업데이트 | 22631 | 2023년 11월 1일 | 2025년 11월 12일 | 2026년 11월 11일 |
| 24H2                                                                        | 2024 업데이트 | 26100 | 2024년 10월 2일 | 2026년 10월 13일 | 2027년 10월 12일 |
| 범례: 오래된 버전, 지원 종료 오래된버전, 지원 중 최신 버전 최신 프리뷰 버전 |               |       |                 |                  |                  |
| 노트: 1. 2. 3. 4.                                                           |               |       |                 |                  |                  |

## 에디션
윈도우 11 에디션은 총 6개이다.
- 윈도우 11 S 모드
- 윈도우 11 홈
- 윈도우 11 프로
- 윈도우 11 프로 포 워크스테이션
- 윈도우 11 엔터프라이즈
- 윈도우 11 에듀케이션
- 윈도우 11 프로 에듀케이션

## 반응

### 선공개
윈도우 11이 공개되었을 때, 비평가들은 새로운 디자인과 생산성 기능을 칭찬하면서, 윈도우 11에 대한 반응은 긍정적이었다. 그러나 마이크로소프트는 윈도우 11의 최소 시스템 요구 사항에 대해 혼란을 야기했다는 비판을 받았다. MS가 처음 발표한 시스템 요구 사항(윈도우 10에 비해)이 증가함에 따라 기존 윈도우 10 PC의 60%가 윈도우 11로 업그레이드하지 못할 수 있으며 이로 인해 장치가 전자적으로 낭비될 수 있다는 우려에 직면하게 되었다.
이러한 시스템 요구사항들은 특히 세계적인 칩 부족으로 인한 PC 판매의 침체와 가격 상승 속에서 새로운 PC의 구매를 장려하기 위한 조치라는 이론이 제기되어 왔다. 마이크로소프트는 컷오프를 논의할 때 이 점을 구체적으로 인정하지는 않았지만, 인텔 코어 프로세서의 6세대와 7세대는 멜트다운과 스펙터와 같은 CPU 수준의 보안 취약점으로 인해 심각한 피해를 입었으며, 그 이후 새로 제조된 CPU는 f에 대한 성능 저하를 증가시켰다는 사실도 인정받았다.  가트너의 스티븐 클라인한스(Stephen Kleynhans) 리서치 부사장은 마이크로소프트가 "하드웨어에서 애플리케이션과 사용자 환경에 이르기까지 전체 스택을 살펴보고 전체 스택이 더 낫고 안전하게 작동하도록 노력하고 있다"고 말했다.

### 런칭
아스 테크니카(Ars Technica)의 앤드루 커닝햄(Andrew Cunningham)은 비주얼 디자인의 개선을 높이 평가했다(새로운 "Mica"는 iOS와 macOS의 비주얼 외관을 연상시키며 마이크로소프트는 윈도우 11의 사용자 대면 측면을 보다 일관되게 만들기 위해 "심각한 노력을 했다"고 주장했다).이는 윈도우 10), 기타 "유익한 수정" 및 시스템 요구 사항에 따라 최신 PC에 존재하는 하드웨어 보안 기능에 대한 대중의 관심이 높아졌다. 위젯의 타사 콘텐츠 지원 부족(따라서 마이크로소프트 서비스에만 국한), 작업 표시줄 기능 및 사용자 지정의 회귀, 웹 브라우징과 같은 일반적인 작업에 대한 기본 응용 프로그램을 쉽게 선택할 수 없음(이제 사용자가 각 파일 형식에 대한 브라우저 응용 프로그램을 선택해야 함)에 대한 비판이 제기되었다. 그리고 프로세서 호환성 기준에 대한 마이크로소프트의 불분명한 정당성을 확인할 수 있다. 커닝햄은 "윈도우 11에 대해 자세히 알아보고 검토 내용을 알게 되면서 더 좋아하게 되었다."라고 결론을 내렸지만, OS가 윈도우 비스타 및 윈도우 8과 유사한 "대중 인식" 문제에 직면하고 있다고 주장했다. 그러나 그는 11이 비스타가 출시되었을 때처럼 성능 문제나 버그를 많이 가지고 있지 않았고 8만큼 "실망하지 않았다"고 지적하면서 업그레이드에 대해 확신하지 못한 사용자들은 향후 11 업데이트에 대한 기대감으로 윈도우 10에 머물러야 한다고 권고했다.
더 버지의 톰 워렌은 윈도우 11을 개조 중인 주택과 비슷하지만, "실제로 지난 몇 달 동안 윈도우 11을 사용하는 것은 제가 예상했던 것만큼 논란이 되지 않았다"고 묘사했다. 업데이트된 사용자 인터페이스는 더 현대적이고 덜 어수선한 느낌을 위한 새로운 시작 메뉴인 iOS와 크롬 OS를 연상시킨다.윈도우 10 반복, 일부 스톡 응용 프로그램에 대한 업데이트 및 스냅 어시스트. 톰 워렌은 위젯 패널이나 마이크로소프트 팀즈를 거의 사용하지 않는다고 언급하면서 윈도우 10의 최신 버전이 제공하는 날씨 디스플레이를 선호하며 친구 및 가족과 소통할 때 Teams를 사용하지 않는다고 언급했다. 그는 또한 "전통적인" 데스크톱 애플리케이션을 더 많이 포함시키기 위해 마이크로소프트 스토어의 확장을 인정했다. 그러나, 그는 윈도우 11이 여전히 작업 표시줄로 회귀하면서 UI 불일치(어두운 모드와 새로운 상황에 맞는 메뉴 디자인이 모든 대화와 응용 프로그램에서 균일하지 않은 것, 그리고 현대의 설정 앱이 여전히 레거시 제어판 애플릿으로 떨어지는 것 등)가 진행 중인 작업처럼 느껴졌다(ina 포함).초기 릴리스에 없는 약속된 기능(예: 동적 새로 고침 속도 지원 및 범용 마이크 음소거 버튼)과, 해당 응용 프로그램의 초점을 맞추기 위해 파일을 작업 표시줄 버튼으로 끌어다 놓는다. 전반적으로, 그는 "저는 윈도우 11로 업그레이드하기 위해 서두르지 않을 것이지만, 또한 그것을 피하지도 않을 것이다. 결국, 윈도우 11은 여전히 친숙하게 느껴지며 모든 UI 변경 사항의 이면에는 수십 년 동안 유지해온 것과 같은 윈도우가 있다."
PC 월드는 윈도우 11이 "인격을 위해 생산성을 희생시키지만 응집력이 없다"고 주장하며, 윈도우 11 홈에서 로컬 "오프라인" 계정을 사용할 수 없는 것, 작업 표시줄로의 회귀, "기능적으로 더 나쁜" 시작 메뉴, 마이크로소프트 팀 통합, 사생활 침해 및 책략과 같은 변화에 대해 언급했다. 사용자가 서비스로 전환하도록 강요하기 위해, 파일 탐색기는 불분명한 아이콘 아래 일반적인 기능을 가리고, 마이크로소프트 엣지의 기본 웹브라우저를 바꾸는 것을 막기 위해 "끔찍하게 비열한" 행동을 사용하며, OS가 "윈도우 10보다 반응성이 떨어지고, 느리고, 무겁게 느껴진다"고 결론 내렸다. l과 생산성은 높지만 많은 면에서 이전 제품보다 낮은 수준"이지만, 최고의 기능은 "더 깊이 숨겨져 있거나" 특정 하드웨어(DirectStorage, Auto HDR)가 필요하거나 출시 시 사용할 수 없었다. (안드로이드 앱 지원)

## 같이 보기
- 마이크로소프트 윈도우
- 마이크로소프트 윈도우의 역사
- 윈도우 NT
- 윈도우 참가자 프로그램
- 마이크로소프트 엣지
- 윈도우 8.1
- 윈도우 8
- 윈도우 7
- 윈도우 10
- 윈도우 10X